# Kněžmostský rybník
Kněžmostský rybník je rákosem zarůstající rybník o rozloze vodní plochy 0,96 ha nalézající se východním okraji městečka Kněžmost v okrese Mladá Boleslav. Rybník se nalézá pod ulicí Branžežská vedoucí do obce Branžež. Nedaleko od rybníka se nalézají zchátralé budovy bývalého vodního mlýna. Mlýn tvoří tři chátrající budovy, velká obytná budova s mlýnicí a dvě menší hospodářské budovy.

## Galerie

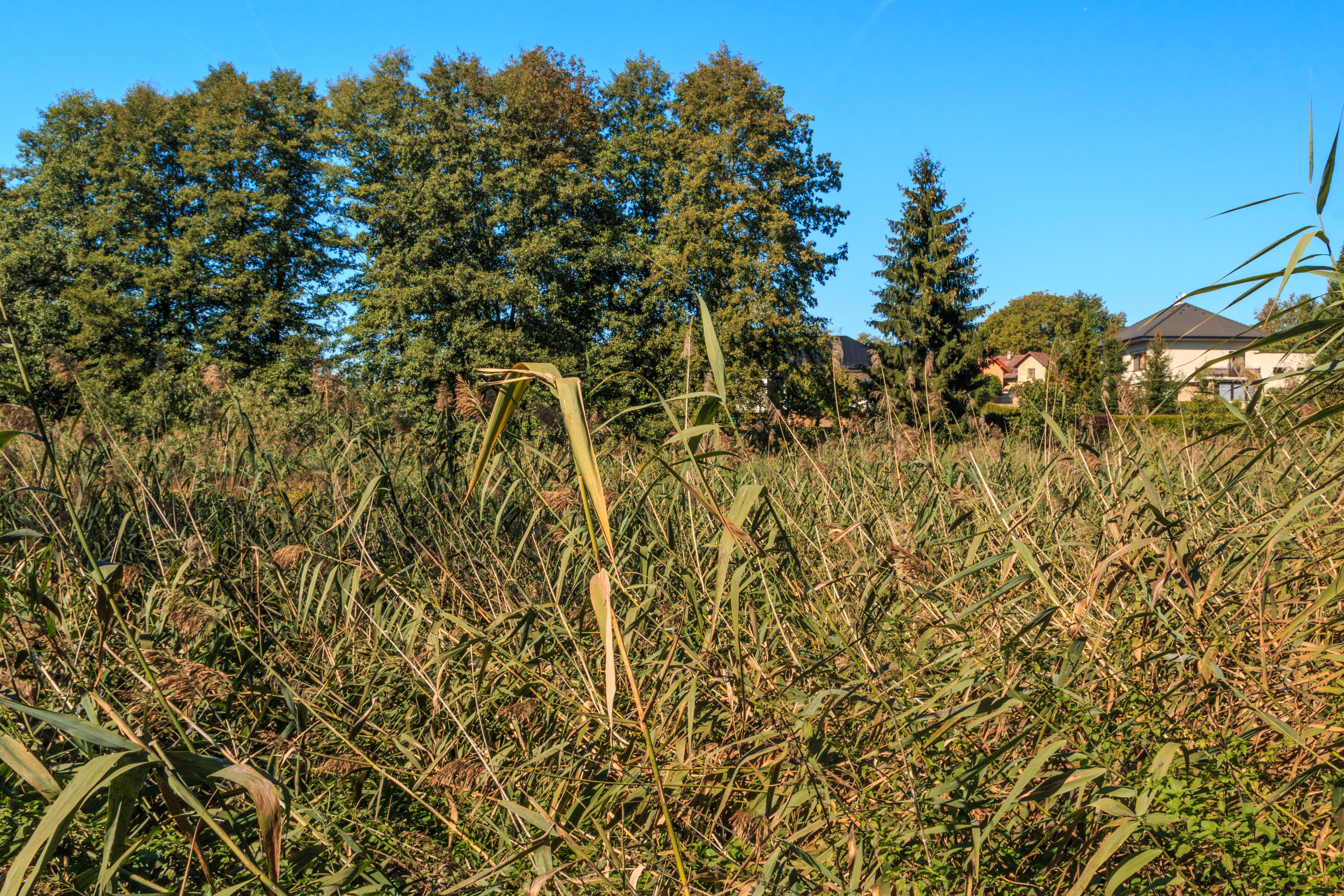
pohled na Kněžmostský rybník
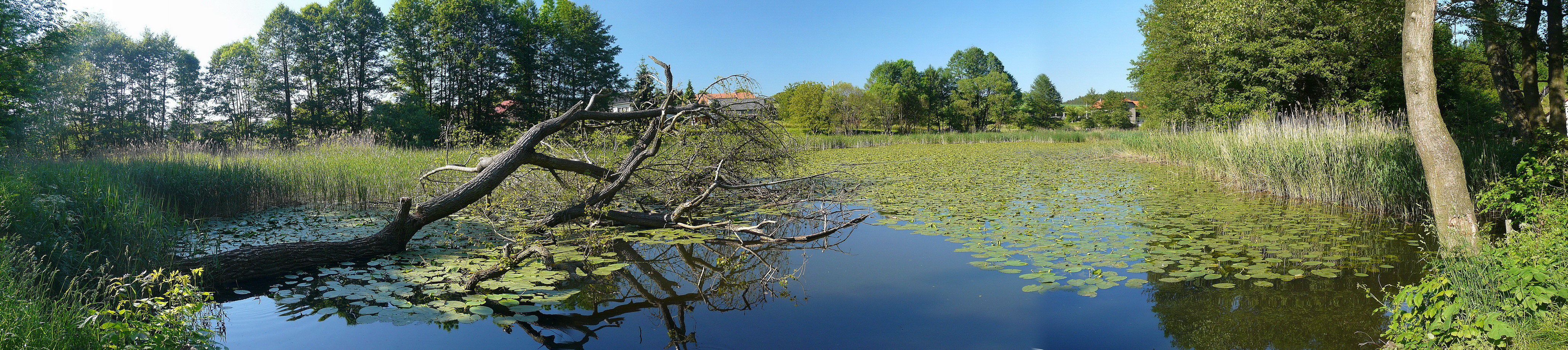
pohled na Kněžmostský rybník